# Anne de Rohan-Soubise
Anne de Rohan oder Anne de Rohan-Soubise (* wohl 1584 auf Burg Blain; † 20. September 1646 in Paris) war eine französische hugenottische Dichterin und eine führende Persönlichkeit im Kampf für den Calvinismus. Anne de Rohan und ihre Mutter Catherine de Parthenay gehörten zu den Hauptfiguren bei der Belagerung von La Rochelle (1627–1628).

## Frühe Jahre
Anne de Rohan wurde wohl 1584 als Tochter von René II. de Rohan, Vicomte de Rohan, und Catherine de Parthenay geboren. 1586 verlor sie ihren Vater. der im Alter von 35 Jahren in La Rochelle starb. Ihre Brüder waren Henri II. de Rohan, Duc de Rohan, und Benjamin de Rohan, Duc de Frontenay.
1599 wird sie als Begleiterin von Catherine de Bourbon (1559–1604) erwähnt, der Schwester Heinrichs IV., als diese zu ihrem Mann reiste, dem späteren Herzog Heinrich II. von Lothringen (1563–1624), begleitet von mehreren Ministern und anderen protestantischen Persönlichkeiten.

## Die Gelehrte
Anne de Rohans Ausbildung umfasste klassische und moderne Literatur. Sie las fließend Hebräisch und meditierte während der Gottesdienste anhand einer hebräischen Bibel, anstatt Psalmen zu singen. Zudem gehörte sie zu einem Kreis, der mit Anna Maria von Schürmann korrespondierte.

## Die Dichterin
Sie verfasste zahlreiche Gedichte, denen man ihr strenges Leben nicht anmerkt, und Paul Pellisson (1624–1693) berichtet, dass sie mit François de Malherbe über Versregeln diskutierte
Tallemant des Réaux schreibt dazu: „…Mademoiselle Anne de Rohan, einem guten Mädchen, das sehr einfach war, obwohl sie Latein konnte und ihr ganzes Leben lang Verse gemacht hatte; die Wahrheit ist, dass sie nicht die besten der Welt waren.“. Paulin Paris findet in seiner Ausgabe der Historiettes eine wesentlich positivere Würdigung ihrer literarischen Leistung.

## Belagerung von La Rochelle
Anne de Rohan und ihre Mutter nahmen aktiv an den politischen Ereignissen teil, die damals stattfanden und den Bürgerkrieg im Inneren des Königreichs entfachten.
Ab 1626 lebten Anne und ihre Mutter im Hotel de Marsan in La Rochelle, wo sie vor der vom Hof angeordneten Verhaftung ihrer Mutter sicher waren. Bei der Belagerung der Stadt von August 1627 bis Oktober 1628 blieben sie vor Ort und unterwarfen sich den Strapazen einer Hungersnot, die vier Monate lang anhielt, und bemühten sich unermüdlich, die Moral der Belagerten zu stärken.
Als die Stadt sich zur Kapitulation entschloss, weigerten sie sich, in die Kapitulation einbezogen zu werden, und zogen es vor Kriegsgefangene zu werden. Antoine Fauvelet du Toc erzählt diese Details und fügt hinzu, dass Anne „berühmt war für ihre vorbildliche Frömmigkeit gegenüber allen Personen ihrer Religion und für ihr Wissen, das über ihrem Geschlecht stand.“ Pierre Bayle berichtet: „Ich habe bereits gesagt, dass sie mit heroischer Standhaftigkeit die Unannehmlichkeiten der Belagerung von La Rochelle erträgt, die so hart waren, dass sie drei Monate lang von Pferdefleisch und vier Unzen Brot pro Tag leben musste.“. Catherine und Anne wurden in den Donjon de Niort gebracht, wo man sie wie verlangt als Kriegsgefangene behandelte, und nach vier Monaten freigelassen.
Ihre Mutter, Catherine de Parthenay, starb am 26. Oktober 1631 in ihrem Schloss Le Parc-Soubise. Anne drückte ihre tiefen Gefühle dieses Verlustes in dem Gedicht Plaintes de mademoiselle Anne de Rohan: A la mort de sa mère aus.

## Letzte Jahre
In ihren letzten Jahren unterstützte Anne de Rohan, die nun in Paris lebte, ihre Nichte Marguerite, Erbin des Familienvermögens (sie war seit 1639 Herzogin von Rohan aus eigenem Recht), die danach strebte und 1645 auch durchsetzte, mit Henri Chabot einen Angehörigen des niederen Adels zu heiraten. Tallemant des Réaux schreibt dazu: „Um ihn (Chabot) bequemer zu sehen, ging Mademoiselle de Rohan zu ihrer Tante, Mademoiselle Anne de Rohan, um dort zu wohnen…“. Sie selbst starb am 20. September 1646 im Alter von 61 Jahren.